# Strage di via dell'Iris
La strage di via dell'Iris fu un attentato mafioso avvenuto a Catania nel quartiere di San Giorgio il 26 aprile 1982, che causò sei morti e cinque feriti. L'attentato fu compiuto nel contesto della guerra di mafia tra i due boss Nitto Santapaola e Alfio Ferlito per il controllo del territorio catanese. In particolare in questo episodio, gli uomini di Ferlito, venuti a conoscenza dell'appartamento nel quale si trovava Santapaola con alcuni suoi uomini, vi fecero irruzione e aprirono il fuoco. Santapaola tuttavia era già andato via circa mezz'ora prima, mentre suoi 5 uomini vennero massacrati sul colpo e un altro morirà due giorni dopo in ospedale. Oltre a ciò vi furono anche cinque feriti. Questo sanguinoso attentato sarà vendicato nela strage della circonvallazione di Palermo del 16 giugno 1982 in cui Ferlito insieme a 5 carabinieri vengono uccisi.